# Hälsohem

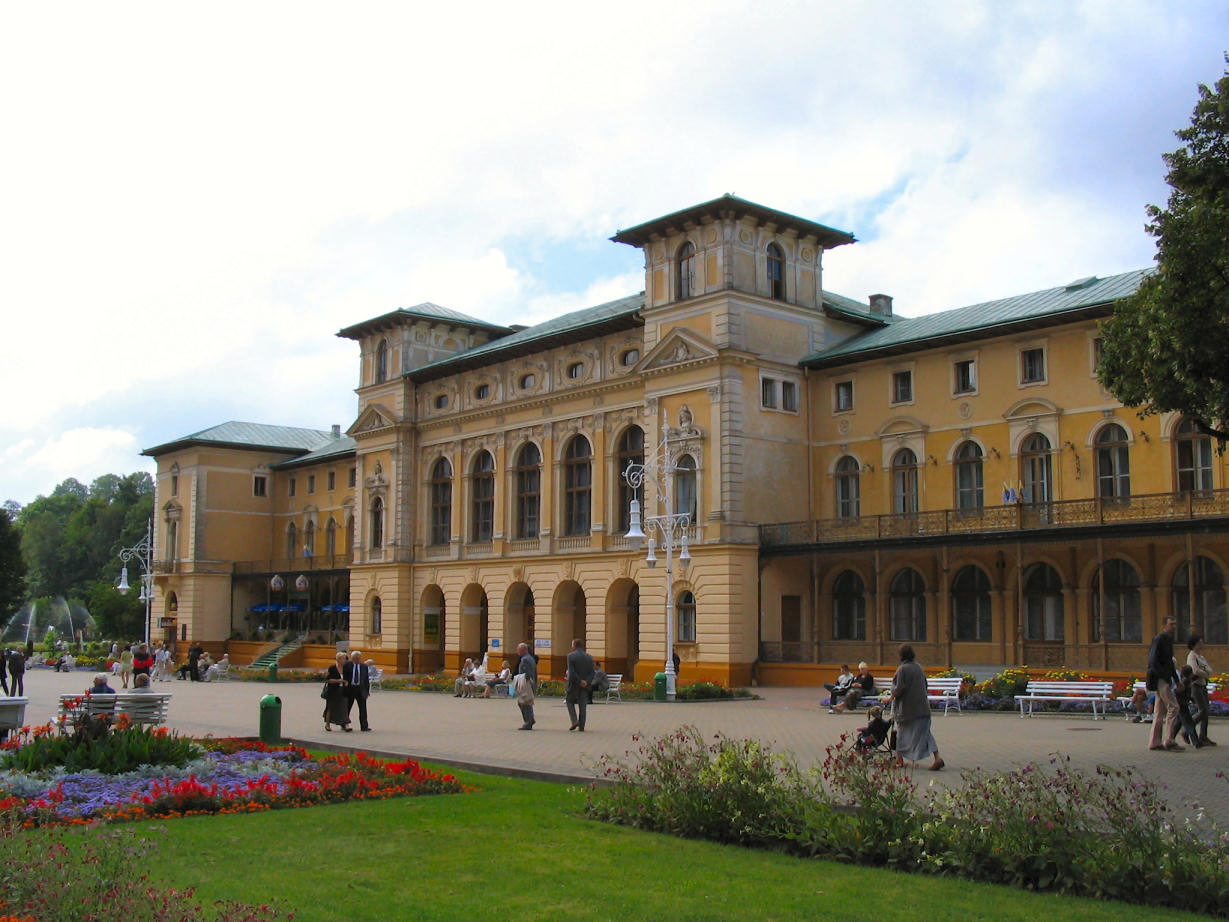
Ett hälsohem i Krynica-Zdrój i Polen.

Ett hälsohem är en form av pensionat som även erbjuder sina gäster olika typer av vård, rehabilitering och hälsobefrämjande behandlingar. Ett hälsohem kan ha en speciell inriktning, exempelvis hälsohem för diabetiker eller personer med cancer, men det kan även inrikta sig mot friskvård och erbjuda behandlingar för välmående och skönhet, exempelvis spabehandlingar. Den mat som serveras på ett hälsohem är ofta anpassad till hälsohemmets inriktning. Vegetarisk eller vegansk mat har varit vanlig på de svenska hälsohemmen.  
En äldre typ av hälsohem för personer som led av tuberkulos kallades sanatorium.

## Historia
Världens första hälsohem var förmodligen Battle Creek Sanitarium i Battle Creek Michigan USA (även känt under namnet "Western Health Reform Institute") startat av sjundedagsadventister år 1866. Två personer som betydde mycket för tillkomsten av detta hälsohem var J.P. Kellog(1807-1881) och James White(1821-1881). Detta hälsohem hade år 1895 en odling av frukt och grönsaker på 51 hektar. År 1957 kunde hälsohemmet ta emot 236 patienter i sanatoriet och 59 patienter i sjukhuset.
Norden
Det första hälsohemmet i Norden var Skodsborg Badesanatorium på Själland, startat år 1898 av sjundedagsadventister. 
Sverige
Sveriges två första hälsohem var troligtvis Solrunans Gästhem öppnat 1942 och Kiholms Hälsohem öppnat januari 1949. Dessa båda hälsohem drevs av rörelsen kring Are Waerland. 

## Föllingeprojektet
En vetenskaplig undersökning om kostens betydelse vid olika sjukdomstillstånd, vid ett svenskt hälsohem (Föllingegården) gick under namnet Föllingeprojektet.